# Mellanmassiva svarta hål
Mellanmassiva svarta hål, även förkortat IMBH (av engelska: Intermediate-mass black hole), är en klass av svarta hål med en massa mellan 102 − 105 solmassor; betydligt mer än stellära svarta hål men mindre än supermassiva svarta hål. Baserat på hastigheten av gasmoln och obeservationer av ackretionsskivor, har flera mellanmassiva objekt upptäckts i, och i närheten av, vår galax.

## Observationsbevis
Det starkaste beviset för mellanmassiva svarta håls existens kommer från några få lågluminitetiska aktiva galaxkärnor. På grund av deras aktivitet innehåller dessa galaxer troligtvis ackrerande svarta hål, och i vissa fall kan svarta hålets massa uppskattas med hjälp av reflexionsavbildning.
Det största urvalet av mellanmassiva svarta hål inkluderar 305 kandidater som valts genom sofistikerade analyser av en miljon optiska spektra av galaxer, samlade av Sloan Digital Sky Survey. Emissionen av röntgenstrålning upptäcktes från 10 av dessa kandidaterna, vilket bekräftar deras klassifikation som mellanmassiva svarta hål.